# Heinz Schnurrbusch
Heinz Schnurrbusch (* 31. Dezember 1922) war Fußballtorwart, der in den 1950er Jahren mit Industrie Leipzig und Motor Wismar in der DDR-Oberliga spielte.

## Sportliche Laufbahn
Nachdem Schnurrbusch bereits in der Saison 1949/50 in einem Oberligaspiel für die sächsische ZSG Industrie Leipzig im Tor gestanden hatte, wechselte er im Frühjahr 1950 zum Oberligakonkurrenten ZSG Anker Wismar an die Ostsee. Dort kam er im letzten Saisonspiel am 17. Juni 1950 im Entscheidungsspiel um den Klassenerhalt gegen die SG Altenburg als Ersatz für den bisherigen Stammtorwart Alfred Heldt zum Einsatz. Wismar verlor vor 12.000 Zuschauern in Magdeburg mit 2:3 und musste die nächste Saison in der zweitklassigen DDR-Liga spielen.
In der Liga-Saison 1950/51 bestritt Schnurrbusch alle 18 Punktspiele und das Entscheidungsspiel um den Oberligaaufstieg gegen die punktgleiche SG Dynamo Potsdam. Die ZSG Anker gewann vor 6.500 Zuschauern mit 2:1 und hatte damit die sofortige Rückkehr in die Oberliga geschafft. Schnurrbusch wurde vom ersten Spieltag der Oberligasaison 1951/52 in der sich nun BSG Motor Wismar nennenden Mannschaft eingesetzt und bestritt 31 der insgesamt 36 Punktspiele. Am Saisonende war Wismar nach 22 Niederlagen auf dem 17. Platz und damit auf einem Abstiegsrang gelandet.
Auch in der Liga-Spielzeit 1952/53 war Schnurrbusch erneut Stammtorhüter bei Motor Wismar und stand in allen 24 Punktspielen im Tor. Seinen Stammspielerstatus konnte er bis 1955 behaupten. Erst in der Saison 1956, in der erstmals nach dem Kalenderjahr-Rhythmus gespielt wurde, löste ihn Fritz Schinski als Nummer eins im Wismarer Tor ab. Schnurrbusch kam nur noch einmal am 3. Spieltag in der DDR-Liga-Begegnung Dynamo Schwerin gegen Motor Wismar (1:1) in der 1. Mannschaft zum Einsatz. Im Alter von 33 Jahren nahm er nach 32 Oberliga- und 68 DDR-Liga-Punktspielen Abschied vom Leistungssport.